# Ilias Papas
Ilias Papas, gr. Ηλίας Παππάς (ur. 9 kwietnia 1982 w Janinie) – grecki wioślarz.

## Osiągnięcia
- Mistrzostwa Świata Juniorów – Zagrzeb 2000 – dwójka podwójna – 10. miejsce[1].
- Mistrzostwa Świata – Eton 2006 – jedynka wagi lekkiej – 5. miejsce[1].
- Mistrzostwa Świata – Monachium 2007 – czwórka bez sternika wagi lekkiej – brak[1][2].
- Mistrzostwa Europy – Poznań 2007 – czwórka bez sternika wagi lekkiej – 10. miejsce[1].
- Mistrzostwa Świata – Linz 2008 – jedynka wagi lekkiej – 3. miejsce[1].
- Mistrzostwa Europy – Ateny 2008 – dwójka podwójna – 12. miejsce[1].
- Mistrzostwa Europy – Montemor-o-Velho 2010 – dwójka podwójna wagi lekkiej – 8. miejsce[1].